# معتمدية سيدي مخلوف
معتمدية سيدي مخلوف إحدى معتمديات الجمهورية التونسية، تابعة لولاية مدنين.

## قرى معتمدية سيدي مخلوف
▪︎سيدي مخلوف.
▪︎الجرف.
▪︎الجرن.